# DeSoto, Texas
DeSoto är en stad (city) i Dallas County i Texas. Vid 2010 års folkräkning hade DeSoto 49 047 invånare. DeSoto hör till samarbetsregionen Best Southwest som staden har grundat tillsammans med tre andra förorter till Dallas, nämligen Cedar Hill, Duncanville och Lancaster.